# Франкавілла-ін-Сінні
Франкавілла-ін-Сінні (італ. Francavilla in Sinni) — муніципалітет в Італії, у регіоні Базиліката,  провінція Потенца.
Франкавілла-ін-Сінні розташована на відстані близько 380 км на південний схід від Рима, 70 км на південний схід від Потенци.
Населення — 4229 осіб (2014).
Щорічний фестиваль відбувається 10 серпня. Покровитель — San Felice.

## Демографія
Населення за роками:

Станом на 1 січня 2023 року в муніципалітеті офіційно проживав 151 іноземець з 17 країн, серед них 102 громадяни країн Євросоюзу та 1 громадянин України.

## Сусідні муніципалітети
- К'яромонте
- Фарделла
- Сан-Северино-Лукано
- -Епіскопія-